# 囊硫菌属
囊硫菌属（Thiocystis），是光合细菌下的着色杆菌科的一种革兰氏阴性菌。细胞呈圆形或稍呈卵圆形。生长于淡水、咸水或海洋环境中的水体及其泥样。
该属的模式种为紫囊硫菌（Thiocystis violacea）。

## 下属物种
- 紫囊硫菌 Thiocystis violacea
- 胶囊硫菌 Thiocystis gelatinosa